# Agustín Canobbio
Agustín Canobbio Graviz (Montevideo, 1 de octubre de 1998) es un futbolista uruguayo que juega de mediocampista en Fluminense Football Club, del Campeonato Brasileño de Serie A.

## Trayectoria
Canobbio comenzó a jugar al baby fútbol en el Coviola, Liga de Ombues de Lavalle. En el año 2011, inició las divisiones juveniles de Fénix, comenzó con pre-séptima y se mantuvo en el club.

### Fenix
Para el segundo semestre del año 2016, luego de buenos rendimientos en cuarta división, fue ascendido a Primera por el entrenador Rosario Martínez para jugar el Campeonato Uruguayo Especial, debutando el 30 de agosto de ese mismo año frente a Cerro, en el Parque Capurro. Tuvo varias oportunidades en el torneo, ya que estuvo presente en 14 de los 15 partidos disputados, de los cuales fue titular en 7.
En 2017, tras  ser campeón con la selección uruguaya del Sudamericano Sub-20 de 2017, no tuvo tanta participación durante el torneo, además, dos jornadas antes del final del mismo viajó a Corea del Sur para disputar el mundial sub-20 con Uruguay. De igual forma, disputó 9 partidos en el Apertura y convirtió 2 goles.

### Peñarol

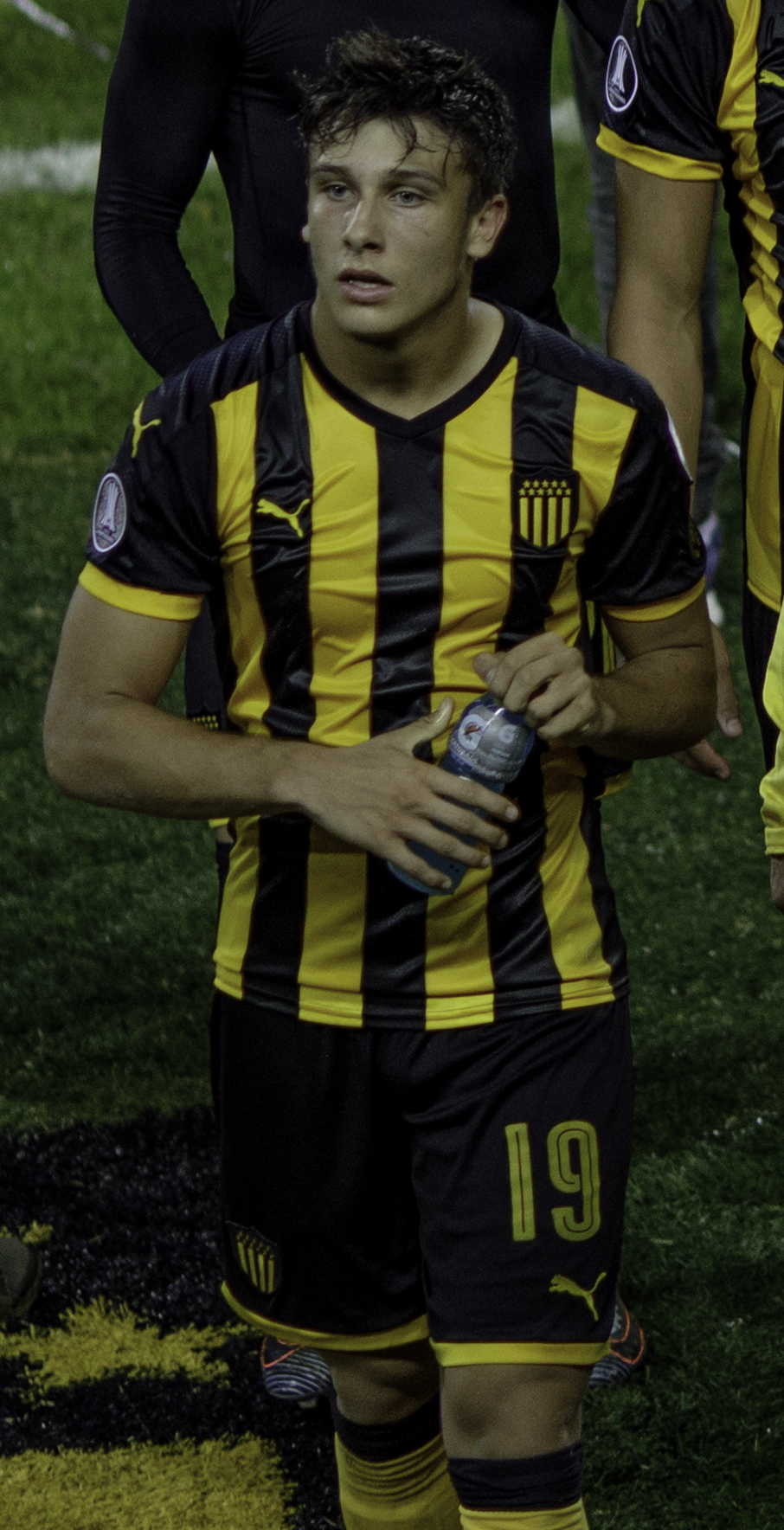
Canobbio jugando para Peñarol, contra Atlético Tucumán, por Copa Libertadores.

Luego de su gran desempeño en la selección Uruguaya sub-20 en 2018, llega a Peñarol, disputando un total de 66 partidos entre competencia local e internacional, obteniendo la Supercopa Uruguaya 2018 y el Campeonato Uruguayo de ese mismo año. En 2019 el club decide renovarle contrato, pero durante esta temporada, tras altos y bajos y críticas por parte de la afición, no fue renovado su contrato para 2020.
En 2021, tras un nuevo paso por Fénix, Canobbio retorna a Peñarol, donde tiene una destacada participación en la Copa Sudamericana 2021, anotando frente a Corinthians y River Plate, además de asistir en algunas oportunidades. En octavos de final de dicho torneo convierte en el clásico ante Nacional en el Gran Parque Central, siendo figura además en la revancha de dicho partido. De esta forma se ganó nuevamente la confianza de la parcialidad aurinegra y la renovación del contrato para la temporada 2022.

### Athletico Paranaense
A fines de marzo de 2022 Agustín Canobbio firmó contrato por cinco temporadas con el Club Athletico Paranaense de Brasil. El acuerdo logrado por su grupo de representantes (entre los que se encuentra el empresario uruguayo Francisco "Paco" Casal) fue catalogado como "de tipo europeo" por la prensa, dado el largo período de tiempo que abarca y la cifra por la que se concretó, que alcanzó los 3.200.000 dólares (aproximadamente 2 millones de euros).

## Selección nacional
Agustín ha sido parte de la selección de Uruguay en las categorías juveniles sub-17 y sub-20. Su primera oportunidad se dio en diciembre de 2016, cuando fue convocado por Fabián Coito en una preselección para el Campeonato Sudamericano Sub-20 de 2017, para el cual finalmente fue confirmado como parte del plantel que disputaría dicho evento. Debutó en esta competición siendo titular frente a Argentina, por la segunda fecha, en un parejo duelo que finalizó en empate 3 a 3. En el último partido de la serie Uruguay consiguió el título, tras vencer al combinado local de Ecuador por 3 a 1.
El 25 de abril fue confirmado en el plantel definitivo para viajar a Corea del Sur y jugar la Copa Mundial Sub-20. Canobbio estuvo presente en los siete partidos que disputó el conjunto uruguayo, el cual llegó hasta semifinales, de las cuales resultó derrotado por Venezuela en la tanda de penales. En el partido por el tercer y cuarto puesto, nuevamente la celeste fue derrotada por penales, esta vez por el conjunto italiano.
En enero de 2022 fue reservado por Diego Alonso en una lista de reserva de 50 futbolistas, aunque finalmente para la convocatoria final no fue incluido. Sin embargo, semanas después, tras los casos positivos de COVID-19 de Lucas Torreira y Diego Rossi, Canobbio fue citado para cubrir dichas bajas, siendo esta la primera vez que estaría en el plantel final de la selección mayor de Uruguay. Con esta debutó el día 27 jugando en la segunda mitad en el partido de clasificación para el Mundial 2022 ante Paraguay que los uruguayos ganaron por cero a uno.

### Participaciones en la selección sub-20[17]
| Copa                     | Sede          | Resultado     | Partidos | Goles |
| ------------------------ | ------------- | ------------- | -------- | ----- |
| Sudamericano Sub-20 2017 | Ecuador       | Campeón       | 8        | 0     |
| Mundial Sub-20 2017      | Corea del Sur | Cuarto puesto | 7        | 0     |

### Participaciones en la selección absoluta
| Copa                   | Sede           | Resultado      | Partidos | Goles |
| ---------------------- | -------------- | -------------- | -------- | ----- |
| Copa Mundial FIFA 2022 | Catar          | Fase de grupos | 1        | 0     |
| Copa América 2024      | Estados Unidos | Tercer puesto  | 1        | 0     |

### Detalles de partidos
| Con Uruguay sub-20 | Con Uruguay sub-20 | Con Uruguay sub-20          | Con Uruguay sub-20    | Con Uruguay sub-20     | Con Uruguay sub-20                      | Con Uruguay sub-20 | Con Uruguay sub-20     | Con Uruguay sub-20                                                                                   | Con Uruguay sub-20 |
| N.º                | Rival              | Resultado                   | Fecha                 | Lugar                  | Competencia                             | Goles              | Asistencias            | Ref.                                                                                                 |                    |
| ------------------ | ------------------ | --------------------------- | --------------------- | ---------------------- | --------------------------------------- | ------------------ | ---------------------- | --- | ------------------ |
| 1                  | Venezuela          | 3:1 (2:1)                   | 5 de octubre de 2016  | Montevideo · Uruguay   | Amistoso                                | -                  | -                      | 1 |                    |
| 2                  | Argentina          | 3:3 (1:2)                   | 21 de enero de 2017   | Ibarra · Ecuador       | Campeonato Sudamericano Fase de grupos  | -                  | -                      | 2 |                    |
| 3                  | Perú               | 2:0 (1:0)                   | 25 de enero de 2017   | Ibarra · Ecuador       | Campeonato Sudamericano Fase de grupos  | -                  | -                      | 3 |                    |
| 4                  | Bolivia            | 3:0 (2:0)                   | 27 de enero de 2017   | Ibarra · Ecuador       | Campeonato Sudamericano Fase de grupos  | -                  | -                      | 4 |                    |
| 5                  | Argentina          | 3:0 (2:0)                   | 30 de enero de 2017   | Quito · Ecuador        | Campeonato Sudamericano Hexagonal final | -                  | -                      | 5 |                    |
| 6                  | Brasil             | 2:1 (0:1)                   | 2 de febrero de 2017  | Quito · Ecuador        | Campeonato Sudamericano Hexagonal final | -                  | -                      | 6 |                    |
| 7                  | Colombia           | 3:0 (1:0)                   | 5 de febrero de 2017  | Quito · Ecuador        | Campeonato Sudamericano Hexagonal final | -                  | 65' a N. Schiappacasse | 7 |                    |
| 8                  | Venezuela          | 0:3 (0:0)                   | 8 de febrero de 2017  | Quito · Ecuador        | Campeonato Sudamericano Hexagonal final | -                  | -                      | 8 |                    |
| 9                  | Ecuador            | 1:2 (0:2)                   | 11 de febrero de 2017 | Quito · Ecuador        | Campeonato Sudamericano Hexagonal final | -                  | -                      | 9 |                    |
| 10                 | Argentina          | 0:1 (0:0)                   | 22 de marzo de 2017   | Montevideo · Uruguay   | Amistoso                                | -                  | -                      | 10                                                                                                   |                    |
| 11                 | Argentina          | 1:2 (1:2)                   | 12 de abril de 2017   | Buenos Aires Argentina | Amistoso                                | -                  | -                      | 11                                                                                                   |                    |
| 12                 | China              | 1:3 (0:1)                   | 8 de mayo de 2017     | Xi'an China            | Amistoso                                | -                  | -                      | 12 (enlace roto disponible en Internet Archive; véase el historial, la primera versión y la última). |                    |
| 13                 | Corea del Sur      | 2:0 (1:0)                   | 11 de mayo de 2017    | Cheongju Corea del Sur | Amistoso                                | -                  | -                      | 13 (enlace roto disponible en Internet Archive; véase el historial, la primera versión y la última). |                    |
| 14                 | Arabia Saudita     | 0:2 (0:1)                   | 14 de mayo de 2017    | Goyang Corea del Sur   | Amistoso                                | -                  | -                      | 14 (enlace roto disponible en Internet Archive; véase el historial, la primera versión y la última). |                    |
| 15                 | Italia             | 0:1 (0:0)                   | 21 de mayo de 2017    | Suwon Corea del Sur    | Copa Mundial Fase de grupos             | -                  | -                      | 15 (enlace roto disponible en Internet Archive; véase el historial, la primera versión y la última). |                    |
| 16                 | Japón              | 2:0 (1:0)                   | 24 de mayo de 2017    | Suwon Corea del Sur    | Copa Mundial Fase de grupos             | -                  | -                      | 16 (enlace roto disponible en Internet Archive; véase el historial, la primera versión y la última). |                    |
| 17                 | Sudáfrica          | 0:0                         | 27 de mayo de 2017    | Suwon Corea del Sur    | Copa Mundial Fase de grupos             | -                  | -                      | 17 (enlace roto disponible en Internet Archive; véase el historial, la primera versión y la última). |                    |
| 18                 | Arabia Saudita     | 1:0 (0:0)                   | 31 de mayo de 2017    | Incheon Corea del Sur  | Copa Mundial Octavos de final           | -                  | -                      | 18 (enlace roto disponible en Internet Archive; véase el historial, la primera versión y la última). |                    |
| 19                 | Portugal           | 2:2 (2:1)(t. s.) (4:5 pen.) | 4 de junio de 2017    | Daejeon Corea del Sur  | Copa Mundial Cuartos de final           | -                  | 50' a F. Valverde      | 19                                                                                                   |                    |
| 20                 | Venezuela          | 1:1 (0:0)(t. s.) (3:4 pen.) | 8 de junio de 2017    | Daejeon Corea del Sur  | Copa Mundial Semifinal                  | -                  | 49' a N. De La Cruz    | 20                                                                                                   |                    |
| 21                 | Italia             | 0:0 (1:4 pen.)              | 11 de junio de 2017   | Suwon Corea del Sur    | Copa Mundial Tercer puesto              | -                  | -                      | 21 (enlace roto disponible en Internet Archive; véase el historial, la primera versión y la última). |                    |

| Con Uruguay | Con Uruguay | Con Uruguay | Con Uruguay          | Con Uruguay          | Con Uruguay              | Con Uruguay | Con Uruguay | Con Uruguay | Con Uruguay               | Con Uruguay  | Con Uruguay |
| N.º         | Rival       | Resultado   | Fecha                | Lugar                | Competencia              | Goles       | Asistencias | Tarjetas    | Cambio                    | DT           | Ref.        |
| ----------- | ----------- | ----------- | -------------------- | -------------------- | ------------------------ | ----------- | ----------- | ----------- | ------------------------- | ------------ | ----------- |
| 1           | Paraguay    | 1:0 (0:0)   | 27 de enero de 2022  | Asunción Paraguay    | Eliminatorias Catar 2022 | -           | -           | -           | 70' por Facundo Pellistri | Diego Alonso | 22          |
| 2           | Venezuela   | 4:1 (3:0)   | 1 de febrero de 2022 | Montevideo · Uruguay | Eliminatorias Catar 2022 | -           | -           | -           | 67' por Facundo Pellistri | Diego Alonso | 23          |

## Estadísticas

### Clubes
Actualizado hasta su último partido disputado el 16 de agosto de 2025.
| Club                          | Div.          | Temporada     | Liga  | Liga  | Liga   | Estatales | Estatales | Estatales | Copas nacionales | Copas nacionales | Copas nacionales | Torneos internacionales | Torneos internacionales | Torneos internacionales | Total | Total | Total  |
| Club                          | Div.          | Temporada     | Part. | Goles | Asist. | Part.     | Goles     | Asist.    | Part.            | Goles            | Asist.           | Part.                   | Goles                   | Asist.                  | Part. | Goles | Asist. |
| ----------------------------- | ------------- | ------------- | ----- | ----- | ------ | --------- | --------- | --------- | ---------------- | ---------------- | ---------------- | ----------------------- | ----------------------- | ----------------------- | ----- | ----- | ------ |
| C. A. Fénix · Uruguay         | 1.ª           | 2016          | 14    | 0     | 0      | —         | —         | —         | —                | —                | —                | —                       | —                       | —                       | 14    | 0     | 0      |
| C. A. Fénix · Uruguay         | 1.ª           | 2017          | 27    | 3     | 1      | —         | —         | —         | —                | —                | —                | —                       | —                       | —                       | 27    | 3     | 1      |
| C. A. Fénix · Uruguay         | 1.ª           | 2020          | 22    | 5     | 4      | —         | —         | —         | —                | —                | —                | 4                       | 0                       | 1                       | 26    | 5     | 5      |
| C. A. Fénix · Uruguay         | 1.ª           | 2021          | —     | —     | —      | —         | —         | —         | —                | —                | —                | 2                       | 0                       | 0                       | 2     | 0     | 0      |
| C. A. Fénix · Uruguay         | Total club    | Total club    | 63    | 8     | 5      | 0         | 0         | 0         | 0                | 0                | 0                | 6                       | 0                       | 1                       | 69    | 8     | 6      |
| C. A. Peñarol · Uruguay       | 1.ª           | 2018          | 29    | 2     | 1      | —         | —         | —         | 1                | 0                | 2                | 7                       | 0                       | 1                       | 37    | 2     | 4      |
| C. A. Peñarol · Uruguay       | 1.ª           | 2019          | 31    | 1     | 3      | —         | —         | —         | 1                | 0                | 0                | 10                      | 2                       | 0                       | 42    | 3     | 3      |
| C. A. Peñarol · Uruguay       | 1.ª           | 2021          | 30    | 4     | 7      | —         | —         | —         | —                | —                | —                | 11                      | 3                       | 2                       | 41    | 7     | 9      |
| C. A. Peñarol · Uruguay       | 1.ª           | 2022          | 5     | 0     | 0      | —         | —         | —         | —                | —                | —                | —                       | —                       | —                       | 5     | 0     | 0      |
| C. A. Peñarol · Uruguay       | Total club    | Total club    | 95    | 7     | 11     | 0         | 0         | 0         | 2                | 0                | 2                | 28                      | 5                       | 3                       | 125   | 12    | 16     |
| Athletico Paranaense · Brasil | 1.ª           | 2022          | 25    | 2     | 0      | —         | —         | —         | 2                | 0                | 0                | 12                      | 1                       | 0                       | 39    | 3     | 0      |
| Athletico Paranaense · Brasil | 1.ª           | 2023          | 29    | 3     | 5      | 14        | 2         | 3         | 5                | 1                | 0                | 6                       | 0                       | 1                       | 54    | 6     | 9      |
| Athletico Paranaense · Brasil | 1.ª           | 2024          | 20    | 4     | 1      | 12        | 1         | 2         | 5                | 2                | 0                | 11                      | 2                       | 4                       | 48    | 9     | 7      |
| Athletico Paranaense · Brasil | Total club    | Total club    | 74    | 9     | 6      | 26        | 3         | 5         | 12               | 3                | 0                | 29                      | 3                       | 5                       | 141   | 18    | 16     |
| Fluminense F. C. · Brasil     | 1.ª           | 2025          | 13    | 2     | 1      | 12        | 4         | 0         | 4                | 2                | 1                | 6                       | 1                       | 0                       | 35    | 9     | 2      |
| Fluminense F. C. · Brasil     | Total club    | Total club    | 13    | 2     | 1      | 12        | 4         | 0         | 4                | 2                | 1                | 6                       | 1                       | 0                       | 35    | 9     | 2      |
| Total carrera                 | Total carrera | Total carrera | 245   | 26    | 23     | 38        | 7         | 5         | 18               | 5                | 3                | 69                      | 9                       | 9                       | 370   | 47    | 40     |
| 1. 2. 3. 4.                   |               |               |       |       |        |           |           |           |                  |                  |                  |                         |                         |                         |       |       |        |

### Selección nacional
Actualizado hasta su último partido disputado el 26 de marzo de 2024.
| Selección          | Año             | Amistosos | Amistosos | Amistosos | Eliminatorias | Eliminatorias | Eliminatorias | Continental | Continental | Continental | Mundial | Mundial | Mundial | Total | Total | Total  |
| Selección          | Año             | Part.     | Goles     | Asist.    | Part.         | Goles         | Asist.        | Part.       | Goles       | Asist.      | Part.   | Goles   | Asist.  | Part. | Goles | Asist. |
| ------------------ | --------------- | --------- | --------- | --------- | ------------- | ------------- | ------------- | ----------- | ----------- | ----------- | ------- | ------- | ------- | ----- | ----- | ------ |
| Sub-20 · Uruguay   | 2017            | 4         | 0         | 0         | —             | —             | —             | 8           | 0           | 1           | 7       | 0       | 2       | 19    | 0     | 3      |
| Sub-20 · Uruguay   | Total           | 4         | 0         | 0         | 0             | 0             | 0             | 8           | 0           | 1           | 7       | 0       | 2       | 19    | 0     | 3      |
| Absoluta · Uruguay | 2022            | 1         | 0         | 0         | 2             | 0             | 0             | —           | —           | —           | 1       | 0       | 0       | 4     | 0     | 0      |
| Absoluta · Uruguay | 2023            | 3         | 0         | 0         | 3             | 1             | 0             | —           | —           | —           | —       | —       | —       | 6     | 1     | 0      |
| Absoluta · Uruguay | 2024            | 1         | 0         | 1         | —             | —             | —             | 1           | 0           | 0           | —       | —       | —       | 2     | 0     | 1      |
| Absoluta · Uruguay | Total           | 5         | 0         | 1         | 5             | 1             | 0             | 1           | 0           | 0           | 1       | 0       | 0       | 12    | 1     | 1      |
| Total selección    | Total selección | 9         | 0         | 1         | 5             | 1             | 0             | 9           | 0           | 1           | 8       | 0       | 2       | 31    | 1     | 4      |
| 1. 2. 3.           |                 |           |           |           |               |               |               |             |             |             |         |         |         |       |       |        |

### Resumen estadístico
| Torneo                  | Part. | Goles | Asist. |
| ----------------------- | ----- | ----- | ------ |
| Liga                    | 244   | 25    | 23     |
| Estatales               | 38    | 7     | 5      |
| Copas nacionales        | 18    | 5     | 3      |
| Torneos internacionales | 69    | 9     | 9      |
| Selección de Uruguay    | 12    | 1     | 1      |
| Total                   | 381   | 47    | 41     |

## Palmarés

### Títulos nacionales
| Título              | Club          | País    | Año    |
| ------------------- | ------------- | ------- | ------ |
| Supercopa Uruguaya  | C. A. Peñarol | Uruguay | 2018   |
| Primera División    | C. A. Peñarol | Uruguay | C-2018 |
| Campeonato Uruguayo | C. A. Peñarol | Uruguay | 2018   |
| Primera División    | C. A. Peñarol | Uruguay | A-2019 |
| Primera División    | C. A. Peñarol | Uruguay | C-2021 |
| Campeonato Uruguayo | C. A. Peñarol | Uruguay | 2021   |
| Supercopa Uruguaya  | C. A. Peñarol | Uruguay | 2022   |

### Títulos internacionales
| Título              | Equipo         | Sede    | Año  |
| ------------------- | -------------- | ------- | ---- |
| Sudamericano Sub-20 | Uruguay sub-20 | Ecuador | 2017 |

### Distinciones individuales
| Distinción                                  | Año  |
| ------------------------------------------- | ---- |
| Joven talento del mes de marzo (Premio AUF) | 2018 |
| Mejor gol del mes de abril (Premio AUF)     | 2018 |
| Mejor gol del año (Premio AUF)              | 2018 |
| Mejor jugador del año (Premio AUF)          | 2021 |